# Israël op het Eurovisiesongfestival 2001
Israël nam deel aan het Eurovisiesongfestival 2001 in Kopenhagen, Denemarken. Voor deze editie koos men ervoor om een nationale finale te organiseren.

## Selectieprocedure
In tegenstelling tot het voorbije jaar, koos men er deze keer voor om een nationale finale te organiseren.
Deze werd georganiseerd op 28 december 2000 in Jeruzalem en werd gepresenteerd door Duo Datz.
In totaal namen 12 artiesten deel aan deze nationale finale en de winnaar werd gekozen door 3 regionale jury's, een expertenjury en televoting.
| Startplaats | Artiest                      | Lied            | Punten | Plaats |
| ----------- | ---------------------------- | --------------- | ------ | ------ |
| 1           | Shimi Ron                    | Eretz meusheret | 79     | 7      |
| 2           | Alon Jan                     | Dr. D.J         | 25     | 10     |
| 3           | Mangana                      | Corazon         | 55     | 9      |
| 4           | Dafna Armoni & Dror Lukach   | Ad ktze ha'olam | 25     | 10     |
| 5           | Gabi Shushan                 | Olam nifla      | 17     | 12     |
| 6           | Tal Sondak                   | Ein davar       | 173    | 1      |
| 7           | Hamsa                        | Darbuka         | 115    | 3      |
| 8           | Sharon Lavie & Shachar Ankri | Ze karov        | 58     | 8      |
| 9           | Michal Amdurski              | Luna            | 106    | 4      |
| 10          | Sagiv Cohen                  | Umlala la la    | 88     | 6      |
| 11          | Tze'ela Achrak               | Yeshua          | 99     | 5      |
| 12          | Vered Gover                  | Bein hachalomot | 146    | 2      |

## In Kopenhagen
In Denemarken trad Israël als vijfde van 23 landen aan, na Noorwegen en voor Rusland. Het land behaalde een 16de plaats, met 25 punten.
België nam niet deel in 2001 en Nederland gaf geen punten aan deze inzending.

### Gekregen punten

#### Finale
| 12 punten | 10 punten   | 8 punten | 7 punten      | 6 punten                |
| --------- | ----------- | -------- | ------------- | ----------------------- |
|           | - Frankrijk |          | - Turkije     | - Bosnië en Herzegovina |
| 5 punten  | 4 punten    | 3 punten | 2 punten      | 1 punt                  |
|           |             |          | - Griekenland |                         |

### Punten gegeven door Israël

#### Finale
Punten gegeven in de finale:
| 12 punten | Spanje      |
| 10 punten | Griekenland |
| 8 punten  | Zweden      |
| 7 punten  | Denemarken  |
| 6 punten  | Estland     |
| 5 punten  | Nederland   |
| 4 punten  | Litouwen    |
| 3 punten  | Rusland     |
| 2 punten  | Frankrijk   |
| 1 punt    | Slovenië    |

1973 · 1974 · 1975 · 1976 · 1977 · 1978 · 1979 · 1980 · 1981 · 1982 · 1983 · 1984 · 1985 · 1986 · 1987 · 1988 · 1989 · 1990 · 1991 · 1992 · 1993 · 1994 · 1995 · 1996-1997 · 1998 · 1999 · 2000 · 2001 · 2002 · 2003 · 2004 · 2005 · 2006 · 2007 · 2008 · 2009 · 2010 · 2011 · 2012 · 2013 · 2014 · 2015 · 2016 · 2017 · 2018 · 2019 · 2020 · 2021 · 2022 · 2023 · 2024 · 2025